# Arthrocaulon macrostachyum
La salicornia glauca (Arthrocaulon macrostachyum (Moric.) Piirainen & G.Kadereit, 2017), è un frutice della famiglia delle Amarantacee, comunemente diffusa su suoli salini presso stagni e paludi costiere. È una delle principali essenze che compongono la vegetazione alofita delle zone umide costiere.

## Descrizione
L'habitus della salicornia glauca è molto simile a quello delle sue congeneri e di altre alofite che si insediano nello stesso ambiente. Si confonde facilmente con Salicornia fruticosa, da cui differisce per pochi caratteri e con il quale è spesso associata. La pianta ha un portamento cespitoso, formante un cespuglio fittamente e irregolarmente ramificato fin dalla base. L'altezza, in genere di pochi decimetri, può raggiungere anche gli 80–100 cm. I rami sono articolati, lignificati, di consistenza erbacea e carnosa nelle porzioni terminali, con articoli lunghi circa 1 cm. I rami sterili sono generalmente più lunghi di quelli fertili.
Durante la piena attività vegetativa, in inverno e primavera, la pianta ha una colorazione verde glauca (da cui il nome), mentre in estate e in autunno ha una colorazione con tinte rossastre.
Le foglie sono opposte; apparentemente assenti, sono in realtà ridotte a squame carnose saldate a formare una guaina che avvolge il ramo. Il margine della guaina è più alto e leggermente acuto in corrispondenza dell'apice delle due foglie, mentre è conformato a V aperta in corrispondenza della saldatura delle foglie.
I fiori sono poco appariscenti e riuniti in spighette di tre elementi, di colore all'inizio giallastro poi scuro in corrispondenza della maturazione dei frutti. Le spighette sono inserite in fossette formate negli articoli, da cui però sporgono vistosamente, e sono portate dai rami fertili inseriti sui rami dell'anno precedente. Il perianzio è ridotto, i fiori maschili sono provvisti di due stami.
Il frutto è leggermente allungato, di colore nero e lucente, completamente avvolto dal perianzio, che diventa carnoso.

## Biologia
L'attività vegetativa si concentra in particolare nelle stagioni più fresche (inverno e primavera), mentre la fioritura si protrae dalla primavera all'estate.
È una pianta tipicamente alofila e che accumula grandi quantità di sale all'interno dei rami carnosi. Rispetto ad S. fruticosa tollera una salinità più elevata e in genere si insedia su suoli permeati da acque salse, che hanno concentrazione salina maggiore di quella marina.

## Distribuzione e habitat
La salicornia glauca è una delle specie più rappresentative delle zone umide costiere degli ambienti mediterranei. È diffusa in tutto il bacino del Mediterraneo. In Italia vegeta in tutto il litorale adriatico, da Trieste in giù, nel litorale tirrenico, da Livorno in giù e in quello delle Isole.
L'habitat tipico è rappresentato dai suoli adiacenti alle zone umide salmastre (stagni, paludi, lagune) occupando anche aree soggette a temporanea sommersione da parte di acque salse. Forma con altre specie praterie più o meno rade, chiamate comunemente salicornieti, la cui composizione varia secondo la stazione, ma in genere è associata con altre comuni Chenopodiaceae alofite e con specie di altre famiglie, sempre con adattamenti alla concentrazione salina e sodica.
I salicornieti, insieme ai canneti di aree interessate da un minore accumulo di salinità, sono i più importanti siti di nidificazione e rifugio dell'avifauna delle zone umide costiere. Gli stessi frutti della salicornia glauca sono utilizzati come fonte di cibo da diversi uccelli.